# Port lotniczy Azrak Highway
Port lotniczy Azrak Highway – mały port lotniczy położony w miejscowości Azrak w Jordanii.